# آرثر كاتس (سياسي)
آرثر كاتس هو سياسي أسترالي، ولد في 20 مارس 1879، وتوفي في 12 سبتمبر 1967. انتخب عضو المجلس التشريعي التاسماني ‏.